# Emma Reyes: La huella de la infancia
Emma Reyes: La huella de la infancia es una serie biografíca de televisión colombiana basada en la vida de la pintora y escritora Emma Reyes. Esta dirigida por Luis Alberto Restrepo que esta serie fue emitida por Señal Colombia con la producción del RVTC Sistema de Medios Públicos. Su primera emisión fue el 21 de junio de 2021.

## Elenco
- Laura Junco como Emma Reyes (etapa adulta)
- Valeria Emiliani como Emma Reyes (etapa adolescente)
  - Angie Ramirez como Emma Reyes (etapa preadolescente)
  - Luciana Garnica como Emma Reyes (etapa de niña)
- Nicole Santamaría como Maria
- Ernesto Benjumea
- Catalina Gómez como Helena Reyes 
  - Alanna De La Rossa como Helena Reyes (etapa preadolescente)
- Juan Sebastián Calero como Roberto
- Jennifer Steffens
- Indhira Serrano  como Bolita
- Nórida Rodríguez
- Juan Ángel  como Dr. Reyes
- José Lombana
- Pilar Álvarez
- Juan Pablo Urrego como Guillermo Botero Gutiérrez